# إليزابيث الرومانية
إليزابيتا شارلوت جوزفين ألكسندرا فيكتوريا الرومانية (بالرومانية : Elisabeta؛ باليونانية: Εлισάβετ؛ 12 أكتوبر 1894 - 14 نوفمبر 1956)؛ كانت الطفلة الثانية والابنة الكبرى لـ فرديناند الأول ملك رومانيا وماري من إدنبرة، كانت ملكة اليونان منذ 27 سبتمبر 1922 حتى 25 مارس 1924 باعتبارها زوجة الملك جورجيوس الثاني.
ولدت إليزابيتا عندما كان والديها أولياء عهد رومانيا، لقد نشأت على يد عم والدها الأكبر وزوجته الملك كارول الأول والملكة إليزابيث، كانت الأميرة منطوية ومعزولة اجتماعيًا، أصبحت ولية عهد اليونان عندما تزوجت من جورجيوس عام 1921، ولكنها لم تشعر بأي شغف تجاهه وعانت كثيراً من الاضطرابات السياسية المستمرة في بلده بعد الحرب العالمية الأولى، وبعد اعتلاء زوجها العرش اليوناني عام 1922، شاركت إليزابيث في مساعدة اللاجئين الذين وصلوا إلى أثينا بعد كارثة الحرب اليونانية التركية، ومع ذلك أثر صعود المناخ الثوري على صحتها، وبارتياح كبير غادرت مملكة اليونان مع زوجها في ديسمبر 1923، بحيث استقر الزوجان الملكيان في بوخارست، وفي 25 مارس 1924 تم عزل زوجها رسمياً بعد إلغاء البرلمان الملكية اليونانية.
في رومانيا تدهورت علاقة إليزابيث وجورجيوس وانفصلا في عام 1935، كانت الأميرة قريبة جدًا من شقيقها كارول الثاني ملك رومانيا، وقد جمعت ثروة كبيرة ويرجع ذلك جزئيًا إلى النصائح المالية التي قدمها لها حبيبها المصرفي ألكسندرو سكانافي، بعد وفاة والدتها عام 1938 وتنازل الملك كارول الثاني عن العرش عام 1940 تولت إليزابيث دور السيدة الأولى لرومانيا، ومع نهاية الحرب العالمية الثانية أقامت علاقات وثيقة مع الحزب الشيوعي الروماني وتآمرت علنًا ضد ابن أخيها الملك الشاب مايكل الأول، وحصلت على لقب " العمة الحمراء"، ولكن صلاتها الشيوعية لم تمنعها من الطرد من البلاد عندما أُعلنت الجمهورية الشعبية الرومانية في عام 1947، وانتقلت نحو سويسرا ثم إلى مدينة كان في جنوب فرنسا، كانت لديها علاقة رومانسية مع مارك فافرات هو فنان محتمل أصغر منها بثلاثين عامًا تقريبًا، بحيث طلبت مراراً من قريبها فريدريش أمير هوهنتسولرن منحه لقب أميري ولكنه رفض، وأخيراً تبنته قبل وفاتها في عام 1956.